# Иссык-кульский чебачок
Иссык-кульский чебачок (лат. Leuciscus bergi) — вид лучепёрых рыб из семейства карповых.

## Распространение
Обитает в озере Иссык-Куль, находящемся на территории Кыргызстана и, является эндемиком озера.

## Описание
Достигают 14—15 см длины, вес до 40 г.

## Биология
Тяготеют к более пресным участкам озера — заливам, предустьевым участкам впадающих в Иссык-Куль рек. В зимнее время эти рыбы опускаются до глубин в 140—150 м. В середине XX века часть большой (в то время) популяции этих рыб нерестилась в реках (наблюдались заходы в реки Тюп и Джергалан).

## Угрозы
Вид испытывает пресс со стороны завезенной в Иссык-Куль севанской форели, запущенного в озеро судака и промысла.